# Rhabdotheca korovinii
Rhabdotheca korovinii là một loài thực vật có hoa trong họ Cúc. Loài này được Kirp. miêu tả khoa học đầu tiên năm 1960.